# Vendas Novas (freguesia)
Vendas Novas is een plaats (freguesia) in de Portugese gemeente Vendas Novas en telt 10.852 inwoners (2001).